# Kee Games
Kee Games fu un produttore statunitense di videogiochi arcade attivo dal 1973 al 1978. La società fu guidata da Joe Keenan, un amico di vecchia data di Nolan Bushnell, uno dei fondatori di Atari. Kee Games fu incorporata da Atari alla fine del 1974, cessando la pubblicazione di giochi nel 1978.

## Storia
Dopo la fondazione della società, Keenan assunse diversi dipendenti che uscivano da Atari ed iniziò a produrre diversi cloni di videogiochi Atari, divenendone una forte concorrente. In realtà, Kee Games era una società controllata interamente da Atari, creata da quest'ultima in risposta alla pretesa dei distributori di giochi e flipper dell'epoca di avere i titoli in esclusiva commerciale. Grazie a Kee Games, Atari poteva vendere a due diversi distributori per volta lo stesso gioco che produceva. Afferma lo stesso Bushnell:
(Nolan Bushenll)

Il marchio usato da Kee Games dal 1974 in poi, anno in cui fu incorporata da Atari

La relazione fra le due società fu resa pubblica nel 1974 dalla stessa Atari a causa dei problemi finanziari e dirigenziali in cui versava la società: nonostante il successo del suo gioco PONG, le vendite non erano esaltanti perché i cloni della concorrenza avevano lasciato poco spazio all'originale. A ciò andavano aggiunti anche altri problemi, legati alla scarsa qualità costruttiva delle linee di montaggio Atari (ogni giorno venivano gettati materiali per diverse centinaia di dollari di valore) ed ai problemi legati al gioco Gran Trak 10 (venduto per errore a meno di quanto costasse produrlo), che avevano portato la società di Bushnell quasi alla bancarotta. Per contro il gioco Tank di Kee Games vendeva così tanto che i distributori volevano acquistarlo anche senza l'esclusiva. Ciò spinse Atari a rivelare la relazione fra le due società così da permettere l'incorporamento di Kee Games e l'inizio delle vendite di Tank con il marchio Atari, salvando la società dal fallimento.
Keenan, che aveva gestito magistralmente la Kee Games, fu nominato presidente di Atari, con l'incarico di gestire il settore commerciale della società mentre Bushnell si focalizzò sul settore ingegneristico.
Il marchio Kee Games continuò a essere utilizzato da Atari fino al 1978 per pubblicare alcuni dei propri giochi, ma dalla fusione in poi i titoli erano esplicitamente dichiarati come prodotti da "Kee Games, una società completamente di proprietà di Atari, Inc.".

## Giochi
- Elimination (ottobre 1973) — clone di Quadrapong di Atari
- Spike (marzo 1974) — clone di Rebound di Atari, con un pulsante aggiuntivo denominato "spike"
- Formula K (aprile 1974) — clone di  Gran Trak 10 di Atari
- Twin Racer (luglio 1974) — clone di Gran Trak 20 di Atari
- Tank (novembre 1974) — gioco originale
- Indy800 (aprile 1975)
- Tank II (maggio 1975) — il primo gioco venduto con l'etichetta Kee dopo la rivelazione dei legami con Atari
- Quiz Show (aprile 1976)
- Tank 8 (aprile 1976)
- Sprint 2 (novembre 1976)
- Drag Race (giugno 1977)
- Super Bug (settembre 1977)
- Sprint 1 (gennaio 1978)
- Ultra Tank (febbraio 1978)